# Golfbag

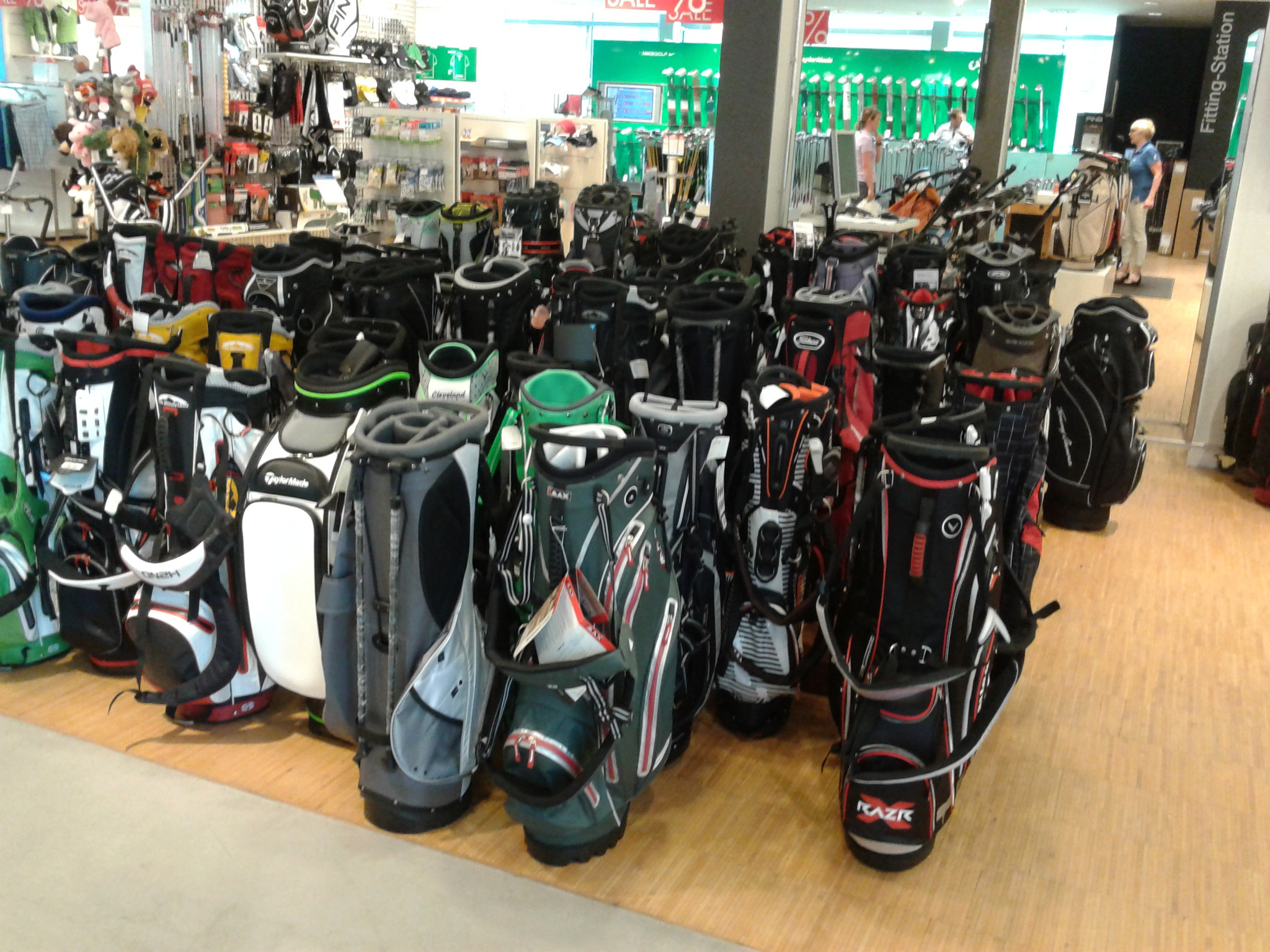
Verschiedene Golftaschen

Ein Golfbag (englisch Golftasche) ist eine transportable Aufbewahrungsmöglichkeit für Golfschläger. Es gibt tragbare Golfbags (Carrybags), die um die Schulter getragen werden, und die teils mit flachen Böden oder Stützen zum Hinstellen versehen sind, und Cartbags, die dazu gedacht sind, auf einem kleinen schiebbaren Wagen (Trolley) montiert zu werden.

## Charakteristik
Das tragbare Golfbag wiegt zwischen drei und sechs Kilogramm, während das Stand-Golfbag voluminöser ist und daher mehr wiegt. Die Ausstattung ist gekennzeichnet durch:
- Mehrere Taschen für Jacken, Bälle, Getränke usw.
- Ständer, der sich ausklappt, wenn das Golfbag abgestellt wird (nur beim tragbaren Golfbag)
- Fächer, die dem Spieler ermöglichen sollten, die Schläger zu sortieren
- Schlaufen, die zum Tragen des Bags dienen

Eine als „Pencil Bag“ bezeichnete Tasche ist schlanker, mit weniger (4–6) Schlägeraufnahmen und einem niedrigeren Gewicht.

## Schlägerwahl
Nach den Golfregeln darf ein Spieler mit höchstens 14 Schlägern eine Runde beginnen. Die dann gewählten Golfschläger sind oft:
- Driver
- zwei Hölzer
- Dreiereisen
- Vierereisen
- Fünfereisen
- Sechsereisen
- Siebenereisen
- Achtereisen
- Neunereisen
- Pitching Wedge
- Sand Wedge
- Lob Wedge
- Putter